# 坎普利
坎普利（義大利語：Campli），是意大利泰拉莫省的一个市镇。总面积73平方公里，人口7585人，人口密度103.9人/平方公里（2009年）。ISTAT代码为067008。